# Strömungsretter

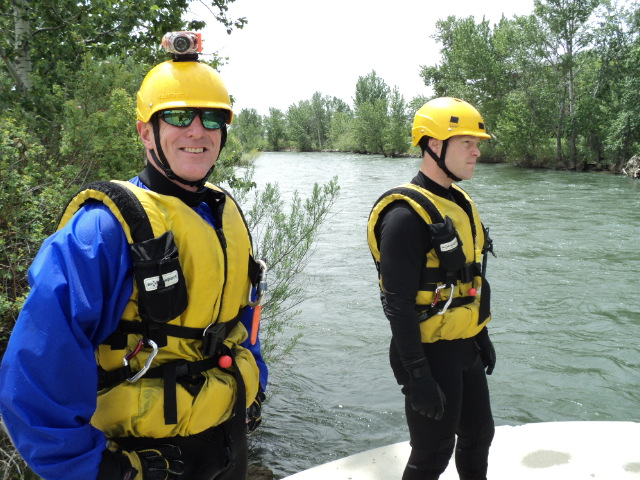
US-Feuerwehrleute bei einer Strömungsrettungs-Übung

Ein Strömungsretter (SR) ist ein speziell ausgebildeter Wasserretter, der zur Wildwasserrettung eingesetzt wird. Bei der Wasserwacht wird er auch Fließwasserretter genannt, bei der Österreichischen Wasserrettung Wildwasser-Retter (WW-R), bei der Schweizerischen Lebensrettungs-Gesellschaft Freiwasserretter (FWR I).
Er kommt immer dann zum Einsatz, wenn ein Rettungseinsatz für einen normal ausgebildeten Rettungsschwimmer mit dem Rettungsschwimmabzeichen in Silber zu gefährlich wird oder dessen Ausbildung für die Begebenheit nicht mehr ausreicht. Dies ist meistens bei Notfällen in stark strömendem Gewässer, Wildwasser und Hochwasser der Fall. Strömungsretter werden im Gegensatz zu Rettungsschwimmern immer im Team eingesetzt. Zum Eigenschutz besitzen sie eine spezielle Ausrüstung, die sie vor Kälte und Verletzungen schützen soll. Die Strömungsretterausbildung ist Voraussetzung für den Luftretter.

## Geschichte
Der Strömungsretter (Swiftwater & Flood Rescue) kommt ursprünglich aus den USA. Dort wurde 1979 der Swiftwater Rescue Technician (SRT) (deutsch: „Rettungstechniker für schnelles Wasser“) eingeführt, die seitdem hauptsächlich von den für Katastrophenhilfe zuständigen Berufsfeuerwehren ausgebildet werden. Die National Fire Protection Association hat in den USA die „NFPA 1670“ herausgebracht, eine Art Unfallverhütungsvorschrift. Diese Richtlinie gleicht den SRT-Richtlinien, die Ausbildung und Einsatz regeln. 
Rettungsschwimmer mit einem Rettungsschwimmabzeichen in Silber oder Gold hätten nicht die nötige Ausbildung und Erfahrung für Einsätze in schnell fließenden Gewässern und würden sich einem zu hohen Risiko aussetzen. Aus diesem Grunde bildet seit 1979 Rescue 3 in den USA und seit 1997 Rescue 3 International Retter als „Swiftwater Rescue Technicians“ in Deutschland und Österreich aus. Ihre SRT-Kurse sind seit 2001 ins Deutsche übersetzt. 
Nach dem Elbehochwasser 2002 erschienen auch in Deutschland SRT-Kurse notwendig, sodass seit September 2005 die Deutsche Lebens-Rettungs-Gesellschaft (DLRG) und die Wasserwacht in Anlehnung an die amerikanischen Swiftwater Rescue Technician und an die „NFPA 1670“ in Deutschland Strömungsretter ausbildet. Dazu wurde im Jahr 2004 ein Konzept entworfen. 2008 wurde die Weiterbildung zum Luftretter eingeführt.

## Ausrüstung
Die Ausrüstung eines Strömungsretters ist sehr umfangreich. Außer der persönlichen Schutzausrüstung (PSA) sind die Ausrüstungsgegenstände jeweils in Abhängigkeit vom Auftrag unterschiedlich. Die PSA ist bei allen Ausbildungen und Einsätzen zu tragen.

### Persönliche Schutzausrüstung (PSA)
Die Mindestausstattung eines Strömungsretters besteht aus einem Neoprenanzug, der ihn vor Unterkühlung und Verletzungen schützen soll, Handschuhen für die Seilführung, und geeignetem Schuhwerk, meist speziellen Neoprenstiefeln oder Trekkingschuhen mit Neoprensocken, einem speziellen Strömungsretterhelm mit Schlitzen, einer Schwimmbrille sofern benötigt, einer Signalpfeife, einer Wildwasserweste mit Panikverschluss, einem Messer oder Leinenkapper, damit er sich im Notfall vom Sicherungsseil losschneiden kann, einem Wurfsack und einem persönlichen Erste-Hilfe-Set für Selbst- und Kameradenrettung sowie für Sofortmaßnahmen am Unfallort. Bei Nachteinsätzen kommen zusätzlich Signalblitzer und Knicklichter zum Einsatz.

### Erste Hilfe-Ausrüstung
Um Verletzte vor Ort schnell versorgen zu können, führt ein Strömungsrettertrupp meist ein Spineboard und/oder ein Rettungstuch sowie einen wasserdichten Sanitätskoffer mit sich. Für den Umfang der Erste Hilfe-Ausrüstung hat die Deutsche Lebens-Rettungs-Gesellschaft eine Empfehlung für jeden einzelnen Strömungsretter, Strömungsrettertrupps und -gruppen herausgegeben. Weiteres Material kann bei Bedarf eingesetzt werden.

### Rettungsgeräte
Die wichtigsten Rettungsgeräte sind Seile in Kombination mit Winden, Seilrollen, Seilklemmen und Karabinerhaken zur Absicherung. Oft werden diese mit Abseilgeräten oder Flaschenzugsystemen verwendet. Hier kommen auch Korbtragen zum Einsatz, um Patienten sicher am Seil transportieren zu können.
Auch Raftboote werden genutzt, um Personal und Material transportieren zu können.
Für die gerettete Person werden zudem eine Rettungsweste und ein Helm zur Sicherung benötigt. Bei Nachteinsätzen ist es wichtig, die Unfallstelle gut auszuleuchten. In diesen Fällen wird ein Notstromaggregat sowie ein Beleuchtungssystem benötigt.

## Ausbildung

### Deutschland
Seit September 2005 bildet die Deutsche Lebens-Rettungs-Gesellschaft (DLRG) Strömungsretter in drei Stufen aus. Die Ausbildung ist eine Zusatzausbildung zur Fachausbildung Wasserrettungsdienst. Ausbildungsvoraussetzungen sind die bestandene Ausbildung zum Wasserretter und körperliche Fitness, die z. B. mit dem Cooper-Test oder einer Schwimmprüfung nachzuweisen ist. Vorteilhaft ist auch eine Grunderfahrung im Klettern insbesondere der Abseiltechniken. Alle Lehrgänge beinhalten einen theoretischen und einen praktischen Teil.
Der Lehrgang „Strömungsretter Stufe 1“ (SR1) ist der Grundlehrgang im Bereich Strömungsrettung. Er beinhaltet die Vermittlung von grundlegenden Kenntnissen und Fertigkeiten zur Selbst- und Fremdrettung, insbesondere:
- Gefahren in schnell fließenden Gewässern
- Strömungslehre/Wildwasser
- Ausrüstung für den Strömungsretter
- Grundlagen des Strömungsschwimmens (Theorie & Praxis)
- Rettungstechniken in schnell fließenden Gewässern
- Situation Hochwasserrettung
- Rettung aus Überflutungsgebieten/Wehren und Walzen mit technischem Gerät (Einweisung in technische Rettung)
- Rettungsübung (Praxis) mit Stahlseil und Greifzug
- Einweisung in Seiltechniken und Abseilen in die Klamm
- Praxis Strömungsschwimmen
- Sicherheitsaspekte
- Gefahren
- Handhabung der persönlichen Ausrüstung
- Umgang mit dem Wurfsack

Die Ausbildung zum SR1 wird in den Untergliederungen vorgenommen (Festlegung der ReFa 2010).
Der „Strömungsretter Stufe 2“ (SR2) baut auf dem SR1-Lehrgang auf und beinhaltet hauptsächlich die Ausbildung zur Truppführung und vertieft technische Inhalte. Die Ausbildung erfolgt ausschließlich auf Ebene der Landesverbände. Die abgeschlossene SR2-Ausbildung ist Voraussetzung für die Luftunterstützte Wasserrettung.
Der „Strömungsretter Stufe 3“ (SR3) baut seinerseits auf dem SR2-Lehrgang auf und bildet seine Teilnehmer zur Lehrbefähigung aus, sodass diese SR1- und SR2-Lehrgänge durchführen können. Er wird von der Bundesebene der DLRG ausgebildet.
Die Wasserwacht bietet den Lehrgang „Rettung an fließenden Gewässern“ an. Absolventen werden danach „Fließwasserretter“ oder auch „Strömungsretter“ genannt. Voraussetzung für den Lehrgang ist ein Mindestalter von 17 Jahren, ein Rettungsschwimmabzeichen in Silber und ein Erste-Hilfe-Kurs. Die Ausbildung besteht aus einem theoretischen und einem praktischen Teil. Sie ist wie bei der DLRG Voraussetzung für die Luftunterstützte Wasserrettung.

### Österreich
Die Österreichische Wasserrettung (ÖWR) bietet eine Ausbildung zum Wildwasser-Retter (WW-R) an. Sie baut auf die Ausbildung zum Fließwasser-Retter (FW-R) auf, in der bereits einiges über die Bewegung am und im Fließgewässer und über Knotenkunde sowie dem Umgang mit dem Panikverschluss vermittelt wird. Die Ausbildung ist sehr umfangreich und kann nur von volljährigen Mitgliedern der österreichischen Wasserrettung absolviert werden. Sie gliedert sich in Vorbereitungslehrgänge, Grundausbildungslehrgänge sowie Fortbildungs- und Spezialisierungslehrgänge. Prüfungsinhalte sind – im Gegensatz zur Ausbildung des Fließwasser-Retters – die erweiterte Gewässer- und Materialkunde, Einsatzorganisation und Einsatzübungen sowie erweiterte Schwimm- und Sprungtechniken, Wiederholung von Zeichen und Signale, Sicherungs-, Rettungs- und Bergetechniken. Als Spezialisierungslehrgängen werden „Abseilen in extremen Gelände“, „Raftschulungen“ und „Seiltechniken“ angeboten. Zusätzlich werden grundlegende Techniken wiederholt und vertieft. Der Wildwasser-Retter kommt in Österreich hauptsächlich bei Canyoning-, Rafting-, Kanu- oder Kajakunfällen zum Einsatz.

### Schweiz
In der Schweiz bietet die Schweizerische Lebensrettungs-Gesellschaft (SLRG) den Freiwasserretter (FWR I) an. Voraussetzung hierfür ist ein gültiges Brevet I, der jugendliche Freitaucher und ein absolvierter Cardio-Pulmonale Reanimations-Kurs (CPR) der SLRG. Die Ausbildung dauert mindestens 12 Stunden und findet auf einem See, Fluss oder in Wildwasser statt. Ausbildungsschwerpunkte sind: Der Absolvent kann sich nach der Ausbildung im Freiwasser sicher bewegen und kennt seine eigenen körperlichen Möglichkeiten und Grenzen. Er kann Gewässer auf ihre Gefährlichkeit hin beurteilen, kennt die Sicherheitsregeln für das Retten im Freiwasser, beherrscht Rettungstechniken für das Freiwasser und kann alle Rettungsgeräte anwenden, die ihm zur Verfügung stehen. Zusätzlich kann er Nothilfe vor Ort leisten und ist jederzeit für Sicherheitsdienste und Badewachen am Freiwasser vorbereitet. Die Qualifikation ist drei Jahre gültig und muss danach durch eine Fortbildung verlängert werden.

### Europa
Rescue 3 International bietet seit 1997 „Swiftwater Rescue Kurse“ in Europa an. Die Kurse beinhalten einen theoretischen und praktischen Teil. In Europa werden folgenden verschiedene Kurse angeboten: 
- Swiftwater Rescue Technician Unit 1 (SRT U1) ist eine allgemeine Ausbildung zum Strömungsretter nach NFPA 1670 - Technician Niveau.
- Whitewater Rescue Technician (WRT) ist eine Ausbildung speziell zur Wildwasserfahrer (Rafting, Kajak oder Kanufahrer).
- Swiftwater Rescue Technician Advanced (SRT-A) ist ein Aufbaulehrgang zum SRT- oder WRT-Lehrgang und vermittelt speziell die technische Rettung und vertikale Seiltechniken in der Umgebung von Wasser, ebenso wie Personensuchaktionen um Flüsse bei Tag und Nacht, nach NFPA 1670 - Technician Niveau.
- Awareness - Lehrgang für Strömungssicherheit ist eine Ausbildung bei der hauptsächlich die Probleme die bei der Wasser- und Seilrettung, die Gefahren die bei Fließwasser entstehen behandelt wird. Er besteht nur aus einem theoretischen Teil und ist speziell für Einsatzkräfte gedacht nach NFPA 1670 - Awareness Niveau.
- Swiftwater First Responder (SFR) dient als Grundkurs für Strömungsrettung und ist speziell auf Einsatzkräfte zugeschnitten nach NFPA 1670 - Operations Niveau.

Alle Lehrgänge werden im UK, in Norwegen, den Benelux-Ländern, in Spanien, Portugal, Deutschland, Österreich und der Schweiz veranstaltet.

## Aufgaben
Die Aufgabe eines Strömungsretters ist zunächst, in Not geratene Personen aus schnell fließenden Gewässern (Bächen und Flüssen) oder Wildwasser zu retten. In Überschwemmungsgebieten und bei Hochwasser können auch die Rettung von Tieren und die Bergung von Sachgegenständen zu seinem Aufgabengebiet werden. Des Weiteren sind sie auch für die medizinische Erstversorgung des Geretteten am Unfallort verantwortlich und für den Abtransport aus dem Gefahrenbereich. Strömungsretter können auch passiv zur Absicherung von anderen Einsatzkräften eingesetzt werden (zum Beispiel bei Deich- oder Dammsicherungsmaßnahmen) oder bei Veranstaltungen an und auf Flüssen (zum Beispiel bei Kajakrennen) zur Absicherung. Ebenso zählt die Evakuierung aus schlecht zugänglichen Überschwemmungsgebieten und Sucheinsätze nach vermissten Personen zu ihren Aufgaben. Ein weiteres Hauptaufgabengebiet ist die Rettung und Bergung aus schlecht zugänglichen Klammen und Schluchten, speziell aus Gebirgsflüssen. Die Luftrettung ist ebenfalls ein Aufgabenbereich von Strömungsrettern, jedoch benötigen sie hierzu die Zusatzqualifikation Luftretter.

## Vorgehen
Strömungsretter werden immer in Trupps eingesetzt. Hierbei gibt es folgende Möglichkeiten:
- 1:2 (Truppführer (Reservemann) : Springer + Leinenführer)
- 1:3 (Truppführer : Springer + Leinenführer + Funker (Reservemann))

Strömungsretter kommen im Rahmen von Einsätzen Schneller Einsatzgruppen (SEG) oder in Wasserrettungszügen im Katastrophenschutz zum Einsatz. Je nach Einsatzart, den verfügbaren Mitteln und der Situation vor Ort gibt es verschiedene Möglichkeiten, Verunglückte zu retten. Sie lassen sich grob in „Techniken mit schwimmerischem Einsatz“ und „Techniken ohne schwimmerischen Einsatz“ unterteilen.

### Techniken mit schwimmerischen Einsatz
- Bei einem Sprung direkt ins Wasser springt ein Strömungsretter unterhalb oder auf Höhe des Vorbeitreibenden ins Wasser. Er ist durch eine Leine mit einem Sicherungsmann am Ufer verbunden, der den Strömungsretter mit dem Geretteten an Land ziehen kann.
- Die Rettung in der Gruppe mit mehreren Trupps wird meist bei Verunfallten in schwer zugänglichen Schluchten und Klammen (meist im Alpenraum) angewendet, wenn ein Einsatz eines Rettungsboots oder Rafts oder eine luftunterstützte Wasserrettung nicht möglich ist. Dabei werden meist mehrere Trupps an verschiedenen Stellen eingesetzt, um Personen zu retten. Ein Trupp ist dabei meist zur Absicherung des anderen Trupps flussabwärts der eigentlichen Einsatzstelle stationiert. Er stellt die sogenannte Downstream-Safety dar und ist für die Rettung eventuell abtreibender Kameraden mittels Wurfsack oder Springereinsatz verantwortlich. Gegebenenfalls wird auch ein Seil im 45°- Winkel zur Strömung gespannt, an dem sich abtreibende Personen festhalten und aufgrund des Winkels zum Ufer treiben können. Weiterhin wird ein Trupp oder auch ein einzelner Strömungsretter oberhalb der Einsatzstelle (Upstream-Spotter) zur  Sicherung eingesetzt. Er oder sie sind meist per Funk mit den anderen Trupps oder dem Einsatzleiter verbunden und melden im Notfall herantreibendes Treibgut oder sonstige Vorkommnisse.

Alle Techniken mit schwimmerischen Einsatz bergen große Gefahren, weshalb sie nach Möglichkeit erst angewendet werden sollen, wenn eine Technik ohne schwimmerischen Einsatz nicht möglich ist.

### Techniken ohne schwimmerischen Einsatz

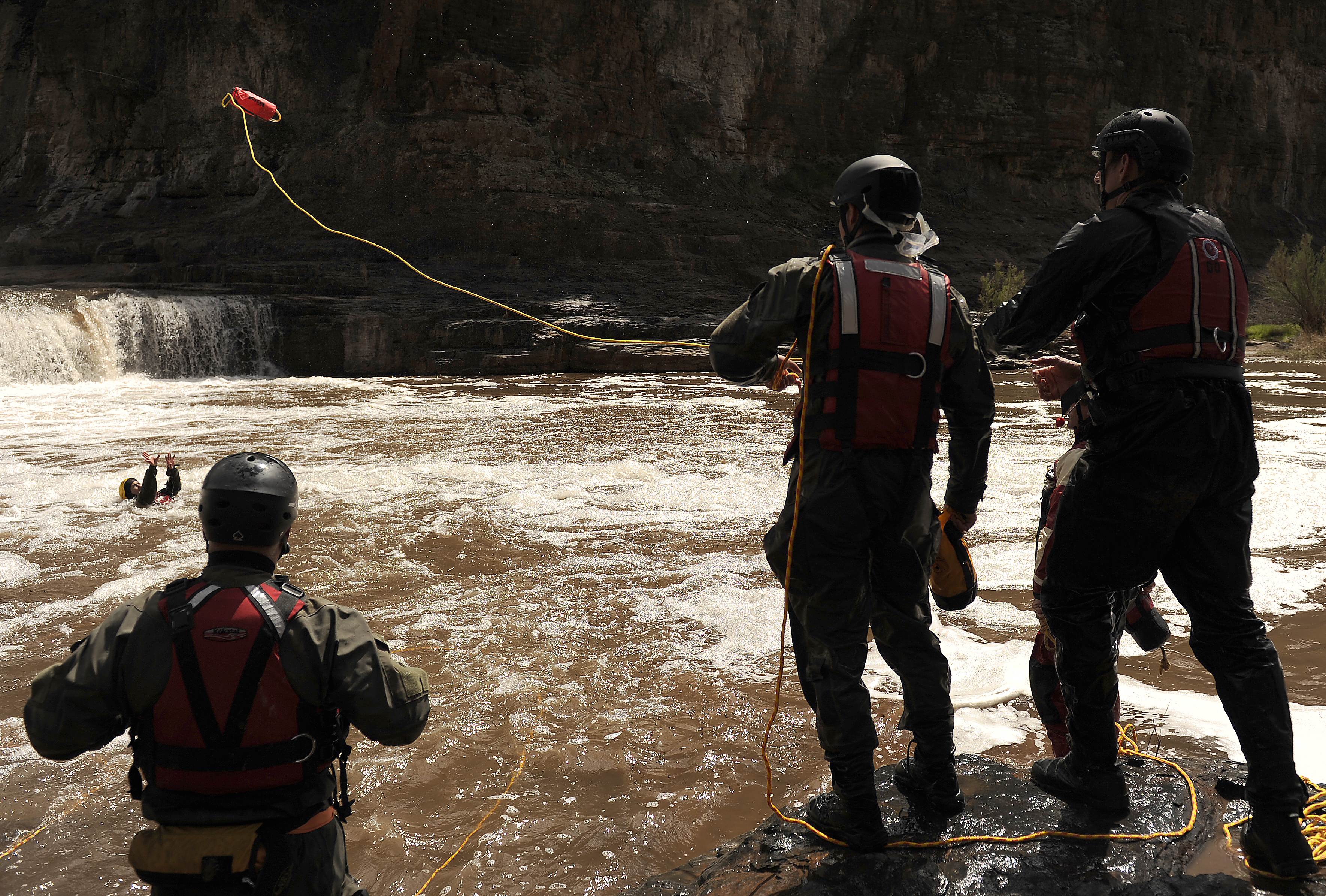
Einsatz eines Wurfsacks bei einer Übung

- Beim Werfen mit Wurfsack vom Ufer aus wird ein Wurfsack mittels eines „Schockwurfs“, „Schlagwurfs“, oder Schleuderwurfs, zur treibenden Person vom Ufer aus geworfen, welche selbstständig die Leine oder den Wurfsack ergreifen muss, um aus dem Wasser gezogen werden zu können. Ein großer Nachteil dabei ist, dass im Wasser treibende Personen oftmals nicht mehr die Kraft haben, um sich an einer Leine oder einem Wurfsack festhalten zu können. Für den Strömungsretter ist diese Technik jedoch mit wenig Gefahren verbunden.
- Bei einer Rettung von Rettungsboot/Raft aus gibt es mehrere Dinge zu beachten: Ein Einsatz ist nur auf größeren, unverblockten Flüssen sinnvoll, mit wenig Treibgut und ausreichender Tiefe. Ist das Rettungsboot/Raft am Verunglückten angekommen, gibt es mehrere Möglichkeiten, ihn zu retten. Kann man mit dem Rettungsboot/Raft direkt an den Verunglückten heranfahren, kann man ihn an den Schultern aus dem Wasser ziehen. In der Nähe des Verunglückten kann man ihm vom Rettungsboot/Raft aus einen Wurfsack zuwerfen. Eine andere Möglichkeit wäre, das Rettungsboot/Raft mit Leinen auf beiden Seiten des Ufers zu fixieren und es als „Fähre“ über den Fluss zu ziehen. Da eine solche Rettung aber sehr viel Zeit kostet und sehr aufwändig ist (man benötigt Retter auf beiden Seiten des Flusses), kommt sie sehr selten zum Einsatz.

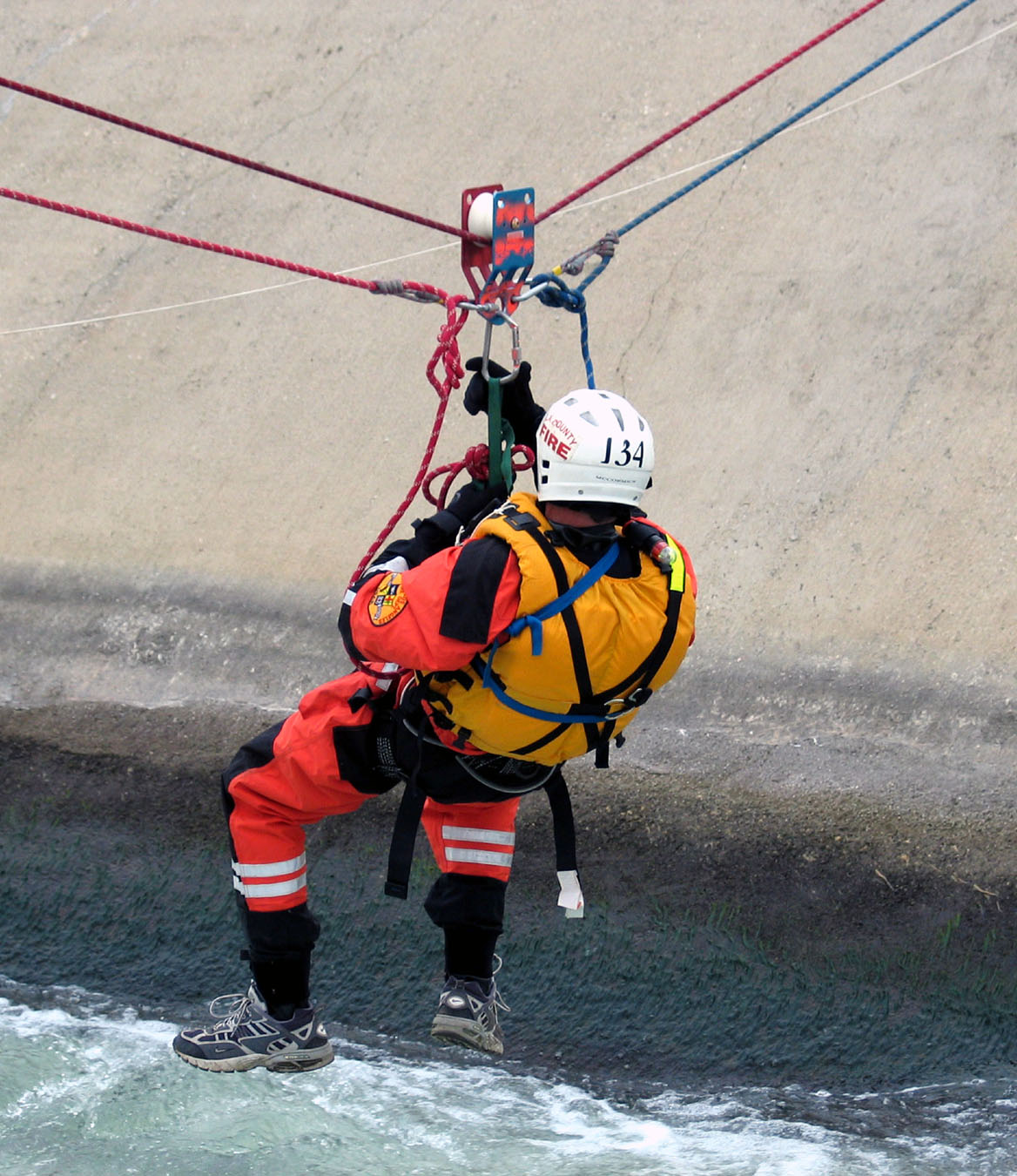
Rettung mit Seilbahn

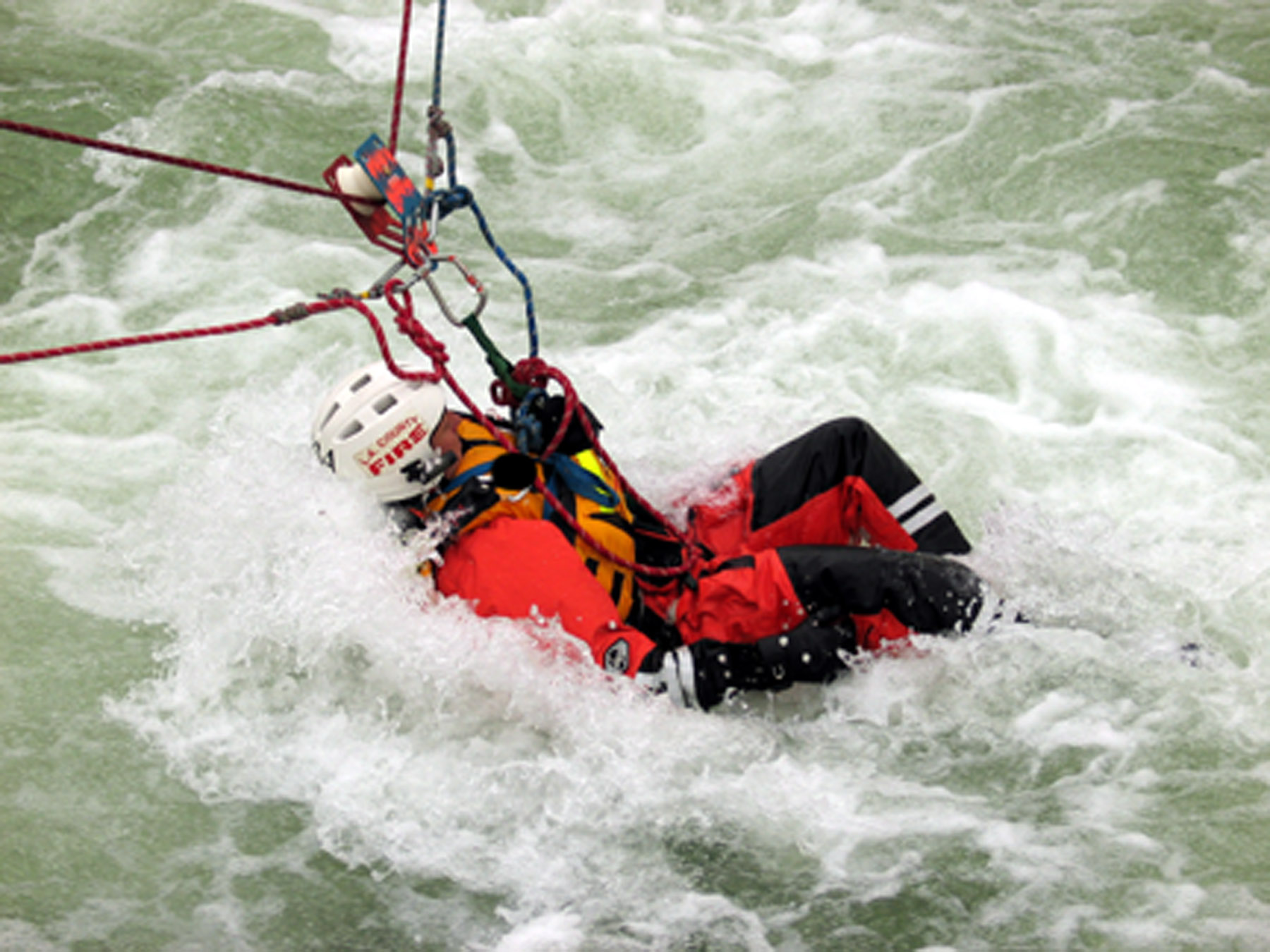
Rettung mit Seilbahn

- Bei einer Rettung mit Seilbrücke wird eine Leine quer über das Gewässer gespannt. Der Verunglückte muss sich an der Leine festhalten und wird anschließend von einem Retter an Land gezogen. Auch hier müssen auf beiden Seiten des Ufers Retter stehen, die die Leine festhalten. Das Gewässer darf nicht zu breit sein, da man die Leine auf die andere Seite befördern muss. Ebenfalls muss der Verunglückte noch genügend Kraft haben, um sich an der Leine festhalten zu können. Diese Technik bietet sich eher zur Absicherung eines Einsatzes flussabwärts der Einsatzstelle an, sie bietet aber auch eine geringe Gefahr für den Strömungsretter speziell bei Walzen und Strudeln.

- Bei einer Rettung mit Seilbahn wird ein Stahlseil über das Gewässer gespannt, worin der Strömungsretter so eingehängt wird, dass er mithilfe eines zusätzlichen Seils seine Höhe selbst regulieren kann. Der Strömungsretter wird auf Höhe des Verunglückten gezogen und lässt sich selbst zum Verunglückten herunter, um diesen zu retten. Diese Technik erfordert einen erhöhten Zeitaufwand, wodurch sie nur selten eingesetzt werden kann.
- Bei einer Rettung mit Technischen Hilfsmitteln wird versucht, den Verunglückten mit technischen Hilfsmitteln (Winden und Greifzügen) zu retten. Dazu ist meist die Zusammenarbeit mit dem THW oder der Feuerwehr nötig.
- Für die Luftrettung siehe Luftunterstützte Wasserrettung.

Bei allen Einsätzen ist es extrem wichtig, dass keine feste Leinenverbindung zwischen Strömungsretter und Festland besteht, da die Gefahr des Unterspülens groß ist. Eine Sicherungsleine zu dem Festland muss mittels Panikverschluss schnell von der Wildwasserweste zu lösen sein.

### Vorschriften
Die Österreichische Wasserrettung veröffentlichte Sicherheitsvorschriften, die aber auch von anderen Rettungsorganisationen für Einsätze in stark strömendem Gewässer übernommen wurden.
Die Vorschriften besagen unter anderem, dass Einsätze in stark strömendem Gewässern nur von ausgebildeten Strömungsrettern mit entsprechender Schutzausrüstung durchgeführt werden dürfen. Strömungsretter müssen immer ein Messer mit sich führen und dürfen nie über eine fixe Leinenverbindung mit dem Ufer verbunden sein, sollten aber über eine Leine am Panikverschluss der Wildwasserwesten mit einer Person am Ufer zur Sicherung verbunden sein. Dabei ist nur geprüftes Material zu verwenden. In der Nähe der Einsatzstelle ist ein Notfallkoffer und ein Funkgerät zu lagern. Vor und nach jedem Einsatz müssen die Ausrüstungsgegenstände und Rettungsgeräte auf Schäden überprüft werden. Vor jedem Einsatz muss eine Gefahrenanalyse vom Leiter des Einsatzes, grundsätzlich dem erfahrensten Strömungsretter, durchgeführt werden und eventuell Gefahren beseitigt oder abgesichert werden. Wenn es die Lage erfordert, sind zusätzliche Beobachtungs- und Alarmposten aufzustellen, die auf Treibgut im Wasser und sonstige Gefahren achten. Trockentauchanzüge sind nur in Ausnahmefällen zu verwenden.

## Besondere Gefahren
Die Gefahren für Wildwasserretter im Einsatz sind vielfältig: 
- Das Gefährlichste bei einem Einsatz in stark strömenden Gewässern ist die Fließgeschwindigkeit des Wassers. Bei Hochwasser können zum Beispiel große Flüsse eine Fließgeschwindigkeit von bis zu 4 Metern pro Sekunde bekommen, das entspricht ungefähr 14 Kilometer pro Stunde. Schon bei einer Fließgeschwindigkeit von 1,5 Metern pro Sekunde sollte man auf einen ungesicherten Schwimmereinsatz verzichten. Die Durchschnittsgeschwindigkeit von Flüssen liegt in Deutschland bei etwa 1 bis 2 Metern in der Sekunde (3 bis 8 km/h).
- Nicht weniger gefährlich für Wildwasserretter sind Strudel, Wasserfälle, an deren Fuß sich eine lebensgefährliche Walze bilden kann, sowie Treibgut wie zum Beispiel Müll und Äste. Ebenso gefährlich und auch durchaus tödlich sind Verblockungen, die Wasser ungehindert hindurchfließen lassen, jedoch für Strömungsretter zu dicht sind, um hindurchschwimmen können. Nicht zu vernachlässigen ist auch die Wassertemperatur, da sie meist bei schnell fließenden Gewässern sehr niedrig ist, und Unterspülungen von Wasser unter Felsen, da dort ein Strömungsretter unter Wasser gezogen werden kann.
- Künstliche Anlagen wie Wehre, die Wasserwalzen entstehen lassen, Buhnen, die die Strömungsverhältnisse extrem verändern oder Verklausungen, wie im Wasser gespannte Drahtseile oder im Flussbett verankerte Metallträger oder Steinblöcke, stellen ein erhöhtes Verletzungsrisiko dar.
- Bei Hochwasser sind besondere Gefahrenquellen überspülte Gegenstände wie Verkehrsschilder oder Kellereingänge, da diese nicht erkannt werden können. Gefährlich sind natürlich auch Stromschläge durch überflutete elektrische Einrichtungen sowie von Bakterien oder Chemikalien kontaminiertes Wasser. Speziell in verunreinigtem Gewässer sind auch nur kleine Verletzungen des Strömungsretters zu vermeiden, da erhöhte Infektions- und Verletzungsgefahr besteht.